# 奇维塔
奇维塔（義大利語：Civita），是意大利科森扎省的一个市镇。总面积27平方公里，人口985人，人口密度36.5人/平方公里（2009年）。ISTAT代码为078041。